# 자이베르그-위튼 이론
이론물리학에서 자이베르그-위튼 이론(זייברג-Witten理論, 영어: Seiberg–Witten theory)은 4차원 {\displaystyle {\mathcal {N}}=2} 초대칭 게이지 이론의 낮은 에너지 유효 이론을 다루는 이론이다. 이 이론은 수학에서 4차원 매끄러운 다양체의 위상수학을 다루는 데 사용된다. 끈 이론과도 밀접한 관련이 있다.

## 전개

### 4차원 𝒩=2 초대칭 이론
4차원 {\displaystyle {\mathcal {N}}=2} 초대칭 게이지 이론은 8개의 초전하(supercharge)를 가지는 이론이다. {\displaystyle {\mathcal {N}}=2} 초다중항은 두 가지가 있다.
- 벡터 초다중항(영어: vector hypermultiplet)은 벡터 게이지 보손과 복소 스칼라, 두 개의 바일 페르미온을 포함한다. 이는 {\displaystyle {\mathcal {N}}=1} 벡터 초다중항과 {\displaystyle {\mathcal {N}}=1} 손지기 초다중항(영어: chiral supermultiplet)을 합친 것과 같다. 이는 게이지 군의 딸림표현을 따른다.
- 하이퍼 초다중항(영어: hypermultiplet)은 두 개의 복소 스칼라와 두 개의 바일 페르미온을 포함한다.이는 두 개의 {\displaystyle {\mathcal {N}}=1} 손지기 초다중항을 합친 것과 같다.

이 이론의 낮은 에너지 유효 이론은 다음과 같은 데이터로 나타내어진다.
- 벡터 초다중항의 운동항과 상호작용은 프리퍼텐셜(영어: prepotential)이라는 하나의 함수 {\displaystyle F}로 나타내어진다. 프리퍼텐셜은 벡터 초다중항에 대한 정칙 함수다.
- 하이퍼 초다중항의 운동항은 초켈러 다양체 계량으로 나타내어진다. 이 밖에도, 하이퍼 초다중항은 정칙 초퍼텐셜(영어: superpotential)을 가질 수 있다.

{\displaystyle {\mathcal {N}}=2} 초대칭 게이지 이론의 벡터 초다중항의 퍼텐셜은 다음과 같다.
{\displaystyle V(\phi )={\frac {1}{g^{2}}}\operatorname {tr} [\phi ,{\bar {\phi }}]^{2}}
따라서, 게이지 군의 카르탕 부분군(영어: Cartan subgroup, 최대 가환 부분군)을 따라서는 퍼텐셜이 평탄하며, 이 방향으로 진공 기댓값이 존재할 수 있다. 이 경우를 쿨롱 가지(영어: Coulomb branch)라고 한다. 또한, 하이퍼 초다중항의 초퍼텐셜이 특별한 꼴을 가질 경우 (예를 들어, 두 질량이 서로 같은 경우), 하이퍼 초다중항의 스칼라장도 진공 기댓값을 가질 수 있다. 이를 힉스 가지(영어: Higgs branch)라고 한다. {\displaystyle {\mathcal {N}}=2} 초대칭 게이지 이론의 진공 모듈러스 공간은 국소적으로 쿨롱 가지와 힉스 가지의 곱이다.
진공 모듈러스 공간의 임의의 위치에서, (대전된) 하이퍼 초다중항들은 모두 질량을 얻게 되고, 게이지 군은 아벨 부분군으로 깨진다. (힉스 가지에 있지 않은 경우, 이 군은 게이지 군의 카르탕 부분군이다.) 남아 있는 무질량 벡터 초다중항의 스칼라장은 아벨 게이지 군의 딸림표현으로, 대전되어 있지 않다. 따라서, {\displaystyle {\mathcal {N}}=2} 게이지 이론의 낮은 에너지 (윌슨) 유효 이론은 이 장들의 시그마 모형으로 나타내어진다.

### 모듈러스 공간과 모노드로미
자이베르그-위튼 이론은 다음과 같이 전개된다. 편의상 SU(2) 게이지 군을 생각하자.
1. {\displaystyle {\mathcal {N}}=2} 초대칭의 중심 전하(central charge)는 {\displaystyle a} ({\displaystyle \langle \phi \rangle =a\sigma _{3}})와 {\displaystyle a_{D}=\partial F/\partial a} 두 개이다.
2. 양자 초대칭 게이지 이론의 모듈러스 공간은 게이지 불변 카시미르 불변량 {\displaystyle u=2a^{2}=\operatorname {tr} (\phi ^{2})}으로 좌표를 잡을 수 있는 리만 구이다.
3. {\displaystyle u} 공간 위에서 프리퍼텐셜은 다음 세 곳에서 특이점을 가진다.
  1. {\displaystyle u=\infty }는 반고전적 근사가 유효한 구역이며, 이 곳에서 복소 결합 상수 {\displaystyle \tau (a)=\partial ^{2}F(a)/\partial a^{2}=\partial a_{D}/\partial a}는 발산한다. 이 곳에서는 {\displaystyle a\to \infty }이다.
  2. 프리퍼텐셜 {\displaystyle F}는 반고전적 근사가 유효하지 않은 {\displaystyle u=\Lambda ^{2}}에서도 발산한다. 이 점들에서는 자기 홀극이 가벼워지게 돼, 유효 이론은 이 자기 홀극으로 씌여지게 된다. 여기서는 {\displaystyle a_{D}\to 0}이며, 따라서 {\displaystyle 1/a} 대신 {\displaystyle a_{D}}로 섭동 이론을 전개한다.
  3. 프리퍼텐셜은 또한 반고전적 근사가 유효하지 않은 {\displaystyle u=-\Lambda ^{2}}에서도 발산한다. 이 경우는 {\displaystyle u=\Lambda ^{2}}와 유사하게 특정 자기 홀극들이 가벼워지지만, 대신 {\displaystyle a-2a_{D}\to 0}이다. 따라서 이 근처에서 자연스러운 변수는 {\displaystyle a-2a_{D}}이다.
4. 프리퍼텐셜이 발산하는 점 {\displaystyle u=\infty ,\pm \Lambda ^{2}} 근처에서의 모노드로미는 초대칭의 성질을 통해 알 수 있다.
5. 따라서, 프리퍼텐셜 {\displaystyle {\mathcal {F}}}는 그 특이점과 모노드로미가 모두 알려진 정칙함수다. 이러한 함수를 찾는 문제를 리만-힐베르트 문제(영어: Riemann–Hilbert problem)이라고 하며, 이는 고전적 복소해석학을 통해 이미 그 해가 알려져 있다. 따라서 이를 사용하여 낮은 에너지에서의 {\displaystyle {\mathcal {N}}=2} 초대칭 게이지 이론을 비섭동적으로 풀 수 있다.

보다 일반적으로, 게이지 군 {\displaystyle G}가 주어졌을 때, 모듈러스 공간은 {\displaystyle G}의 카르탕 부분군 {\displaystyle T(G)\subset G}의 바일 군({\displaystyle G}의 근계의 자기동형사상군) {\displaystyle W(G)}에 대한 몫공간 {\displaystyle T(G)/W(G)}이다. 이 모듈러스 공간은 바일 군 불변, 게이지 불변 카시미르 불변량들로 좌표를 잡을 수 있다. 예를 들어, {\displaystyle G=SU(N)}인 경우, 카르탕 부분군은 {\displaystyle N-1}차원이며, 바일 군은 대칭군 {\displaystyle S_{N}}이다. 따라서 그 모듈러스 공간은 {\displaystyle \mathbb {C} ^{N-1}/S_{N}}이며, 바일 불변 카시미르 불변량 {\displaystyle u_{2},u_{3},\dots ,u_{N}}은 다음과 같다.
{\displaystyle \det _{N\times N}(1_{N\times N}x-\phi )=x^{N}-u_{2}x^{N-2}-u_{3}x^{N-3}\cdots -u_{N-1}x-u_{N}}

### 스펙트럼 곡선
{\displaystyle u} 공간에서의 모노드로미는 어떤 타원 곡선의 모듈러 군으로 해석할 수 있다. 이 타원 곡선을 자이베르그-위튼 곡선(영어: Seiberg–Witten curve) 또는 스펙트럼 곡선(영어: spectral curve)이라고 한다. 타원 곡선은 위상수학적으로 원환면이므로, 1차 호몰로지 {\displaystyle H^{1}(\mathbb {T} ^{2})\cong \mathbb {Z} ^{2}}의 기저 {\displaystyle \{\alpha ,\beta \}}를 잡자. 타원 곡선 위에 유리형 1차 미분 형식 {\displaystyle \lambda }가 존재하여, {\displaystyle a=\int _{\alpha }\lambda }, {\displaystyle a_{D}=\int _{\beta }\lambda }로 쓸 수 있다.
이에 따라, 주어진 {\displaystyle u}에서 가능한 복소 결합 상수 {\displaystyle \tau }들의 모듈러스 공간은 모듈러 곡선 {\displaystyle X_{0}(4)=\mathbb {H} /\Gamma _{0}(4)}가 된다. 여기서 {\displaystyle \mathbb {H} }는 복소 상반평면이고, {\displaystyle \Gamma _{0}(4)}는 모듈러 군의 합동 부분군의 한 종류다. 모듈러 곡선은 특정 구조를 가진 타원곡선의 모듈러스 공간이다.:211–215 여기서 특정 구조는 타원곡선의 주어진 4차 순환부분군이다. 따라서, 이 모듈러 곡선을 자이베르그-위튼 곡선의 모듈러스 공간으로 해석한다.

## 끈 이론과 M이론으로의 해석
자이베르그-위튼 이론은 끈 이론으로 자연스럽게 해석할 수 있다. 이 경우, {\displaystyle {\mathcal {N}}=2} 초대칭 게이지 이론은 D4-막과 NS5-막의 교차점에 존재한다. M이론에서는 D4-막과 NS5-막 둘 다 M5-막이 되므로, 이는 어떤 리만 곡면에 감긴 M5-막이 된다. 이 리만 곡면이 자이베르그-위튼 곡선이다.
IIA형 초끈 이론에서 {\displaystyle {\mathcal {N}}=2} 초대칭 게이지 이론을 정의한다고 하자. D4-막들과 NS5-막들의 위치는 다음과 같다.
| 막  | 0 | 1 | 2 | 3 | 4 | 5 | 6 | 7 | 8 | 9     |
| --- | - | - | - | - | - | - | - | - | - | ----- |
| NS5 | — | — | — | — | • | • | • | — | — | •     |
| D4  | — | — | — | — | • | • | • | • | • | \|—\| |
즉, 012378 방향으로 위치한 NS5-막들 사이에 01239 방향으로 D4-막들이 놓여 있다. 예를 들어, 다음과 같은 꼴이다.
여기서 세로는 (x7,x8)-방향으로 뻗은 NS5-막, 가로는 x9-방향으로 뻗은 D4-막을 나타낸다. 그렇다면 이 두 막들이 교차하는 0123 방향에서는 ¼-BPS, 즉 {\displaystyle {\mathcal {N}}=2} 초대칭 게이지 이론이 존재한다. 이 경우 D4-막의 겹침에 의하여 게이지군은 {\displaystyle \mathrm {SU} (N_{1})\times \mathrm {SU} (N_{2})\times \cdots \times \mathrm {SU} (N_{k})} 꼴이 된다. ({\displaystyle \mathrm {U} (N)}이 아니라 {\displaystyle \mathrm {SU} (N)}인 이유는 NS5-막에 의하여 D4-막들이 무한히 무거워져, D4-막들 전체의 질량 중심을 나타내는 {\displaystyle \mathrm {U} (1)} 인자가 사라지기 때문이다.) 예를 들어, 위 그림의 경우 게이지 군은 {\displaystyle \mathrm {SU} (2)}이다 ({\displaystyle \mathrm {SU} (1)}은 자명군이다).
이러한 IIA형 막 배위는 M이론으로 해석할 수 있다. M이론에서는 10번째 추가 차원이 존재하고, D4-막은 이 추가 차원을 감는 M5-막으로, NS5-막은 추가 차원을 감지 않는 M5-막으로 해석한다. M5-막은 (D-막과 달리) 다른 M5-막에 붙어 있을 수 없으므로, 이는 복잡한 모양을 가진 하나의 M5-막으로 나타내어진다. 789(10) 방향을 2차원 복소 공간 {\displaystyle \mathbb {C} ^{2}}로 해석한다면, M5-막은 {\displaystyle \mathbb {C} ^{2}} 속에 놓인 리만 곡면 {\displaystyle \Sigma \subset \mathbb {C} ^{2}}를 감게 된다. (초대칭을 보존하려면 이 곡면이 정칙 부분다양체, 즉, 리만 곡면이어야 한다.)
| 막 | 0 | 1 | 2 | 3 | 4 | 5 | 6 | 7           | 8           | 9           | 10          |
| -- | - | - | - | - | - | - | - | ----------- | ----------- | ----------- | ----------- |
| M5 | — | — | — | — | • | • | • | (리만 곡면) | (리만 곡면) | (리만 곡면) | (리만 곡면) |

## 역사
나탄 자이베르그와 에드워드 위튼이 1994년에 도입하였다.

## 같이 보기
- 긴즈부르크-란다우 이론
- 도널드슨 불변량

## 참고 문헌
1. ↑  Flume, R.; L. O’Raifeartaigh, I. Sachs (1996). “Brief résumé of Seiberg–Witten theory” (영어). arXiv:hep-th/9611118. Bibcode:1996hep.th...11118F.
2. 1 2 3  Lerche, Wolfgang (1997). “Introduction to Seiberg-Witten theory and its stringy origin”. 《Fortschritte der Physik》 (영어) 45 (3–4): 293–340. arXiv:hep-th/9611190. Bibcode:1997ForPh..45..293L. doi:10.1002/prop.2190450304. ISSN 0015-8208.
3. ↑  Ketov, Sergei V. (1997). “Solitons, monopoles and duality: from sine-Gordon to Seiberg–Witten”. 《Fortschritte der Physik》 (영어) 45 (3–4): 237–292. arXiv:hep-th/9611209. Bibcode:1997ForPh..45..237K. doi:10.1002/prop.2190450303. ISSN 0015-8208.
4. ↑  Álvarez-Gaumé, Luis; S. F. Hassan (1997). “Introduction to S-duality in N=2 supersymmetric gauge theories (a pedagogical review of the work of Seiberg and Witten)”. 《Fortschritte der Physik》 (영어) 45 (3–4): 159–236. arXiv:hep-th/9701069. Bibcode:1997ForPh..45..159A. doi:10.1002/prop.2190450302. ISSN 0015-8208.
5. ↑  Bilal, Adel (1996). “Duality in N=2 SUSY SU(2) Yang-Mills theory: A pedagogical introduction to the work of Seiberg and Witten” (영어). arXiv:hep-th/9601007. Bibcode:1996hep.th....1007B.
6. ↑  Klemm, Albrecht (1997). “On the geometry behind N=2 supersymmetric effective actions in four dimensions” (영어). arXiv:hep-th/9705131. Bibcode:1997hepcbconf..120K.
7. ↑  Kiritsis, Elias (1999). “Supersymmetry and duality in field theory and string theory” (영어). arXiv:hep-ph/9911525. Bibcode:1999hep.ph...11525K.
8. ↑  Álvarez-Gaumé, Luis; Frederic Zamora (1998). 〈Duality in quantum field theory (and string theory)〉. 《Trends in theoretical physics: CERN-Santiago de Compostela-La Plata meeting》 (영어). American Institute of Physics Conference Proceedings 419. American Institute of Physics. 1–53쪽. arXiv:hep-th/9709180. Bibcode:1998AIPC..419....1A. doi:10.1063/1.55087. ISBN 1-56396-743-X. ISSN 0094-243X.
9. ↑  Witten, Edward (1994). “Monopoles and four-manifolds”. 《Mathematical Research Letters》 (영어) 1 (6): 769–796. arXiv:hep-th/9411102. Bibcode:1994hep.th...11102W. doi:10.4310/MRL.1994.v1.n6.a13. Zbl 0867.57029.
10. ↑  Wu, Siye (2002). 〈The geometry and physics of the Seiberg–Witten equations〉. 《Geometric Analysis and Applications to Quantum Field Theory》 (영어). Progress in Mathematics 205. Boston: Birkhäuser. 157–203쪽. doi:10.1007/978-1-4612-0067-3_7. ISBN 978-1-4612-6597-9.
11. ↑  Donaldson, S. K. (1996). “The Seiberg-Witten equations and 4-manifold topology”. 《Bulletin of the American Mathematical Society》 (영어) 33: 45–70. doi:10.1090/S0273-0979-96-00625-8. ISSN 0273-0979. MR 1339810. Zbl 0872.57023. 다음 글자 무시됨: ‘The Seiberg-Witten equations and 4-manifold topology’ (도움말)
12. 1 2 3  Witten, Edward. “Solutions of four-dimensional field theories via M-theory”. 《Nuclear Physics B》 (영어) 500 (1–3): 3–42. arXiv:hep-th/9703166. Bibcode:1997NuPhB.500....3W. doi:10.1016/S0550-3213(97)00416-1.
13. ↑  Husemöller, Dale (2004). 《Elliptic Curves》 (영어). Graduate Texts in Mathematics 111 2판. New York: Springer. doi:10.1007/b97292. ISBN 978-0-387-95490-5. Zbl 1040.11043.
14. ↑  Klemm, A.; W. Lerche, P. Mayr, C. Vafa, N. Warner. “Self-dual strings and N=2 supersymmetric field theory”. 《Nuclear Physics B》 (영어) 477 (3): 746–764. arXiv:hep-th/9604034. Bibcode:1996NuPhB.477..746K. doi:10.1016/0550-3213(96)00353-7.
15. ↑  Howe, P.S.; N. D. Lambert, P. C. West (1998년 1월 29일). “Classical M-fivebrane dynamics and quantum N=2 Yang-Mills”. 《Physics Letters B》 (영어) 418 (1–2): 85–90. arXiv:hep-th/9710034. Bibcode:1998PhLB..418...85H. doi:10.1016/S0370-2693(97)01424-X. ISSN 0370-2693.
16. ↑  Seiberg, Nathan; Edward Witten (1994년 9월 5일). “Electric–magnetic duality, monopole condensation, and confinement In N=2 supersymmetric Yang–Mills theory”. 《Nuclear Physics B》 (영어) 426 (1): 19–52. arXiv:hep-th/9407087. Bibcode:1994NuPhB.426...19S. doi:10.1016/0550-3213(94)90124-4. ISSN 0550-3213.
17. ↑  Seiberg, Nathan; Edward Witten (1994년 12월 12일). “Monopoles, duality and chiral symmetry breaking in N=2 supersymmetric QCD”. 《Nuclear Physics B》 (영어) 431 (3): 484–550. arXiv:hep-th/9408099. Bibcode:1994NuPhB.431..484S. doi:10.1016/0550-3213(94)90214-3. ISSN 0550-3213.